# Maurice Jean-Baptiste Amoudru
Maurice Jean-Baptiste Amoudru OP (* 31. August 1878 in Dole, Frankreich als Maurice Amoudrun; † 12. Oktober 1961 in Rouen, Frankreich) war ein französischer römisch-katholischer Bischof.

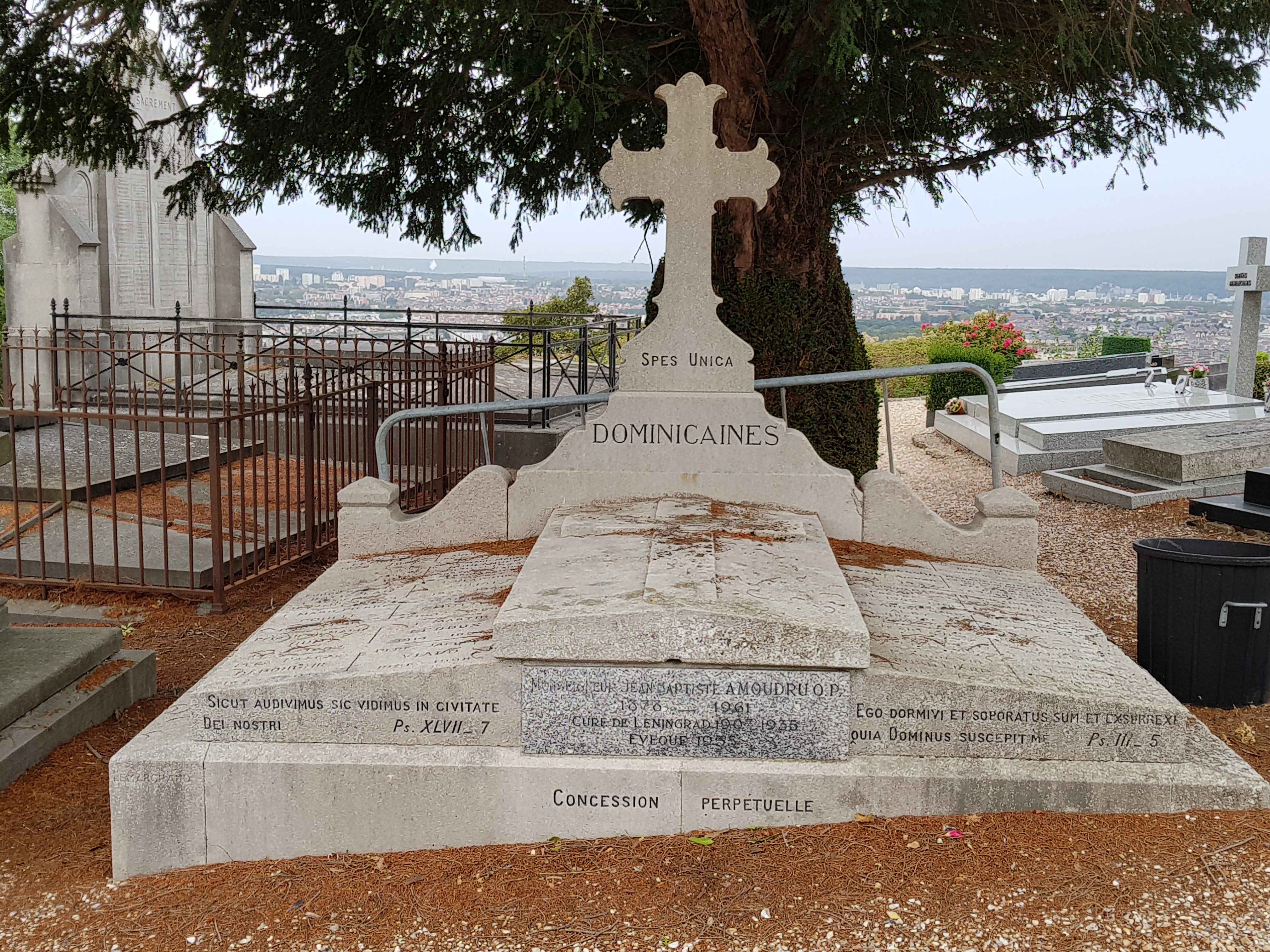
Amoudrus Grab

1895 wurde er mit dem Ordensnamen Jean-Baptiste in den Dominikanerorden aufgenommen. Amoudru wurde am 21. September 1901 zum Priester für die Dominikaner geweiht. Von 1902 bis 1907 wirkte er als Lehrer in Kanada. Von 1907 bis 1935 war er Pfarrer in Notre-Dame de France in Sankt Petersburg. Am 21. September 1934 wurde er zum Apostolischen Administrator von Leningrad und Titularbischof von Pyrgos ernannt. Pie Eugène Joseph Neveu AA, Apostolischer Administrator von Moskau, spendete ihm am 30. April 1935 die Bischofsweihe. Als seine Weihe bekannt wurde, wurde er am 20. August 1935 aus der UdSSR ausgewiesen. Ihm wurde aufgetragen, über die Lage in der Sowjetunion zu schweigen. Er wirkte in mehreren Dominikanerinnenklöstern in Frankreich und der Schweiz als Seelsorger. Er starb in Rouen und wurde im Dominikanergrab auf dem dortigen Friedhof bestattet.